# هیرویا ماتسوموتو (بازیکن فوتبال)
هیرویا ماتسوموتو (ژاپنی: 松本 大弥؛ زادهٔ ۱۰ اوت ۲۰۰۰) یک بازیکن فوتبال اهل ژاپن است.
از باشگاه‌هایی که در آن بازی کرده‌است می‌توان به باشگاه فوتبال سانفریس هیروشیما و اشگاه فوتبال اومیا آردیجا اشاره کرد.